# Hatnuah
Hatnuah (en hébreu : התנועה) (en français : mouvement) est un parti politique israélien créé le 27 novembre 2012 et qui a disparu au cours de l'année 2019.

## Histoire
Après des mois de spéculation, Tzipi Livni a annoncé la création d'un nouveau parti politique, appelé « Hatnuah », lors d'une conférence de presse à Tel-Aviv le 27 novembre 2012. Elle a commencé son allocution à la presse en rappelant ses débuts politiques, quelques semaines avant l'assassinat du premier ministre d'alors, Yitzhak Rabin.
En ce qui concerne les questions intérieures, Tzipi Livni s'est déclarée favorable à la conscription militaire pour les ultra-orthodoxes et à la promotion des initiatives qui permettraient aux « jeunes d'avoir des maisons, de gagner leur vie et de vivre dans la dignité, sans toujours craindre pour l'avenir ». Elle a mentionné les élections primaires récentes alors au sein du Likoud, qui avaient montré un renforcement des plus jeunes et de la droite dure au sein du parti, comme Danny Danon et Moshe Feiglin, au détriment des modérés et des plus expérimentés comme Dan Meridor, Avi Dichter, Michael Eitan (en) et Benny Begin (en), quatre ministres centraux du gouvernement de l'époque (qui ont tous fini par perdre leurs sièges à la Knesset).
Devant son manque de succès prévisible aux élections législatives de 2019, Tzipi Livni annonce que Hatnuah ne présentera aucun candidat à ces élections.

## Élections législatives
| Année | %    | Mandats | Rang |
| ----- | ---- | ------- | ---- |
| 2013  | 4,99 | 6 / 120 | 7e   |
| 2015  |      | 0 / 120 |      |

## Personnalités de Hatnuah
- Tzipi Livni, ex-Likoud passée à Kadima en 2005, ancienne ministre des Affaires étrangères
- Amram Mitzna
- Amir Peretz
- Elazar Stern (en)
- David Tzur (en)
- Méir Chétrit